# Brent Scowcroft
Brent Scowcroft (19. března 1925 Ogden, Utah – 6. srpna 2020 Falls Church, Virginie) byl generálporučík letectva Spojených států a dvakrát poradce pro národní bezpečnost ve vládě Spojených států – poprvé v letech 1975–1977 ve vládě prezidenta Geralda Forda, poté v letech 1989–1993 ve vládě George H. W. Bushe.
Narodil se a vyrůstal v Utahu. Vzdělání získal na Vojenské akademii Spojených států ve West Pointu a v roce 1947 se stal důstojníkem letectva Spojených států. Poté studoval mezinárodní vztahy na Kolumbijské univerzitě v New Yorku, kde získal M.A. v roce 1953 a Ph.D. v roce 1967.
Prezident George H. W. Bush jej v roce 1991 vyznamenal Prezidentskou medailí svobody. V roce 1993 jej královna Alžběta II. vyznamenala Řádem britského impéria ve třídě Knight Commander (KBE).